# Alto Peru

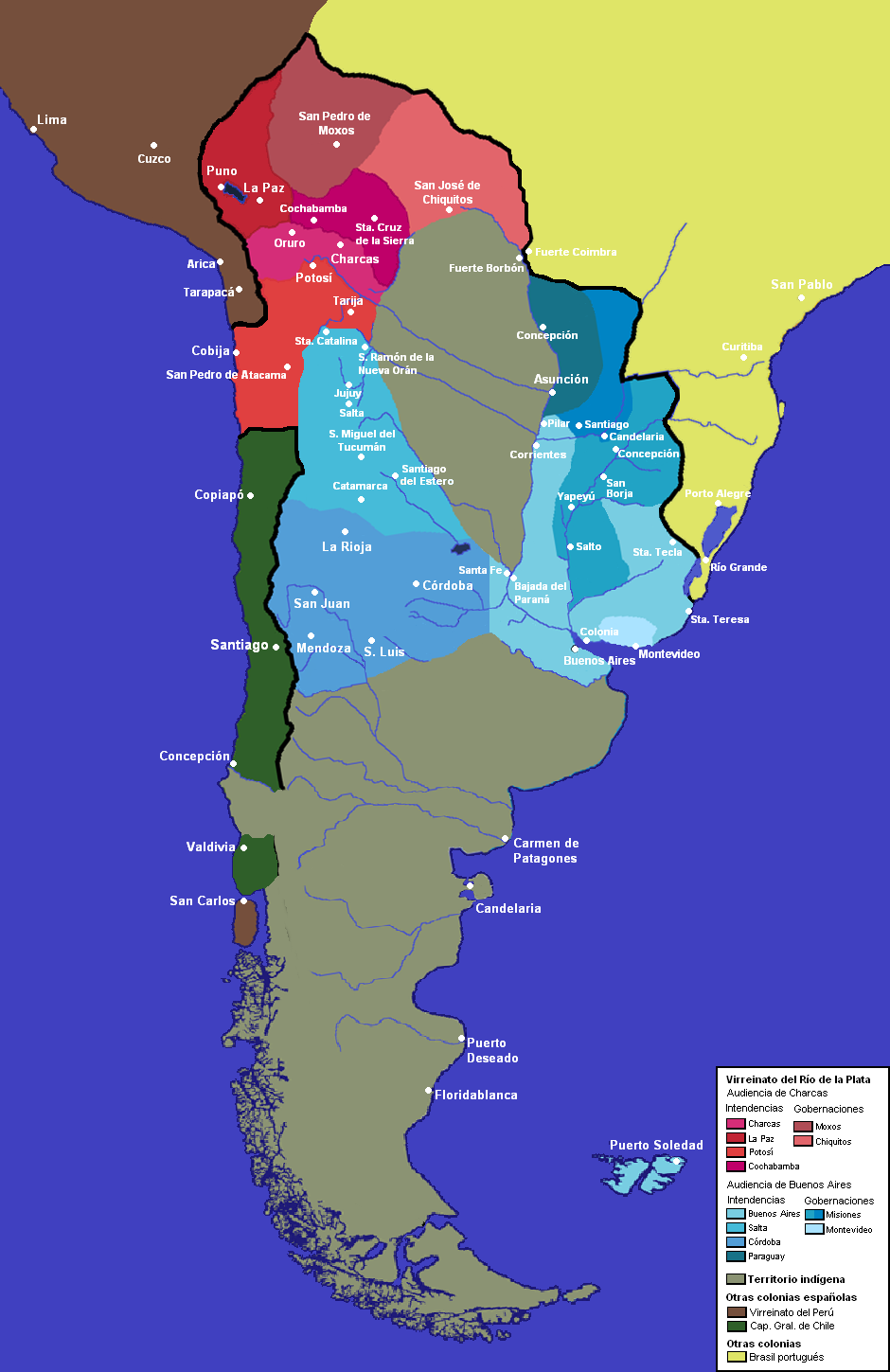
Em tons de vermelho, as intendências da Audiência de Charcas, cujo território equivalia à região chamada Alto Peru, dentro do Vice-reinado do rio da Prata, em 1783.

Alto Peru é a denominação utilizada durante as últimas décadas do domínio da Espanha para referir-se à região geográfica e social que antecedeu à Bolívia. O término coincidiu com o último distrito jurisdicional da Real Audiência de Charcas, denominado província de Charcas.

## História da Ocupação
Em 1821, o Império colonial espanhol na América estava se esfacelando por causa da ocupação napoleônica na Espanha, e as tropas dos generais Bolívar e Sucre, que já tinham libertado a Venezuela, Colômbia e Equador, já estavam se aproximando da Região do Alto Peru.
Com medo da carnificina que as tropas libertárias poderiam causar na população local, em junho de 1822, os três governadores dos departamentos do Alto Peru se reuniram em Cuiabá (Capitania de Mato Grosso/Brasil) e pediram ao governador que tome partido junto ao príncipe regente (futuro D. Pedro I) para que ocupe o território em favor do Reino Unido de Portugal, Brasil e Algarves. Era melhor (pensavam os governadores) ser ocupado por uma nação de caráter monárquico do que se aventurar numa frágil e incerta república.
De imediato, em julho daquele ano, o governador de Mato Grosso enviou para o Alto Peru as tropas estacionadas na capitania, estas tropas fecharam as fronteiras e impediu o avanço das tropas libertárias no Peru, e em carta, o governador (de Mato Grosso) enviou ao príncipe regente o a proposta das autoridades locais e o comunicado sobre a ordem de envio das tropas.
A carta chegou a D. Pedro I em Novembro de 1822, ou seja, o Império do Brasil já tinha tinha se declarado independente e, o pior, não interessava ao Brasil anexar aquele território, pois o novo país estava mais preocupado em pacificar as províncias do norte e nordeste. Assim, a ordem dada pelo Imperador foi chamar de volta as tropas (deixando o caminho livre aos libertários para ocupar esses territórios) a alegação do Imperador foi que "o Brasil não interfere em assuntos externos".
Esse episódio é pouco documentado, o curioso é que os Generais Antonio José de Sucre e Simón Bolívar, sabendo do que estava ocorrendo, conseguiram enviar diplomatas em tempo recorde ao Rio de Janeiro, esses diplomatas chegaram mais rápido do que a carta do governador de Mato Grosso, pelo que o resultado foi que quando chegou a carta, o Imperador já estava de "cabeça feita" e a ordem de desocupação já estava ordenada.

## A ocupação portuguesa no Alto Peru
Ocupação ocorrida na Região do Alto Peru (atual Bolívia) entre os meses de Julho-Dezembro de 1822, que mobilizou as tropas reais portuguesas estacionadas na Capitania de Mato Grosso e que ocuparam os três departamentos do Alto Peru: La Paz, Santa Cruz de La Sierra e o chamado Departamento Marítimo (Deserto de Atacama).

## Origem do termo
O termo Alto Peru é uma denominação tardia para referir-se à Província de Charcas, já no fim do período colonial, e não foi utilizado se não em finais do século XVIII, até então não havia um único documento oficial que usasse este nome. Isto foi advertido já em 1851 por José María Dalence, que afirmava que «La denominación Alto Perú aplicada exclusivamente a Bolivia, es nueva y muy impropia... Lo cierto es que ni en las leyes españolas, ni en sus historiadores, se da a lo que hoy es Bolivia otro nombre que el de Charcas».